# بطولة إفريقيا لكرة القدم للشباب 1999
بطولة أفريقيا لكرة القدم للشباب 1999 (بطولة أورانج الشباب الأفريقية لأسباب الرعاية) هي مسابقة كرة قدم لمستوى تحت 20 سنة للفرق الوطنية في أفريقيا نظمتها غانا في الفترة من 21 فبراير إلى 7 مارس 1999.
المنتخبات الأربعة الأوائل تأهّلت إلى بطولة العالم للشباب لكرة القدم 1999 بنيجيريا.

## الوصلات الخارجية
- نتائج المباريات من آر إس إس إس إف